# Cristina Llanos
Cristina Llanos Fayos (Madrid, España, 3 de diciembre de 1975) es una cantante y guitarrista española que fue voz principal y guitarrista del grupo madrileño Dover hasta su disolución en 2016. Es hermana de Amparo Llanos, que también fue guitarrista de Dover.

## Biografía
Estudió en el Colegio Virgen de Europa de Las Lomas, donde dejó los estudios después de repetir 3º de BUP. Tras vivir seis meses en Londres, trabajó en las tiendas de ropa que su madre regenta en un centro comercial de Majadahonda. Es la hermana menor de Amparo Llanos, guitarrista y líder de la banda Dover, quien influyó en ella enseñándole a tocar la guitarra y dándole a conocer grupos musicales como The Beatles, R.E.M. o Nirvana. 
Empezó su carrera en 1992 con su hermana Amparo y Jesús Antúnez. Encontraron un bajista (Álvaro Díez) y grabaron el álbum Sister, con el cual se llevaron una gran decepción al vender solo 700 copias. En 1997 llegaría el disco Devil came to me con el que consiguieron un notable éxito de ventas, 800.000 copias.
En 2006, publicaron Follow the city lights, dando un giro en su música hacia la electrónica.
Su penúltimo trabajo, I ka kené fue publicado en 2010 y tiene una fuerte influencia de sonidos africanos. En 2015, Dover publica Complications, su último álbum de estudio, volviendo a sus orígenes más roqueros y alejándose de la electrónica.
En noviembre de 2016 el grupo anunció oficialmente su disolución tras 24 años en la escena musical española.
Cristina es responsable de la mayoría de las letras del grupo.

## Discografía

### Álbumes de estudio
Listado de álbumes:
| Año  | Álbum                                        | ESP | Discos vendidos |
| ---- | -------------------------------------------- | --- | --------------- |
| 1995 | Sister                                       |     | 700             |
| 1997 | Devil came to me                             | 1   | 800.000         |
| 1999 | Late at night                                | 1   | 300.000         |
| 2001 | I was dead for 7 weeks in the city of angels | 1   | 200.000         |
| 2003 | The Flame                                    | 12  | 50.000          |
| 2006 | Follow the city lights                       | 4   | 170.000         |
| 2010 | I ka kené                                    |     | 5.000           |
| 2015 | Complications                                |     | ¿?              |

### Recopilatorios
| Año  | Álbum | ESP | Discos vendidos | Información                                                   |
| ---- | ----- | --- | --------------- | ------------------------------------------------------------- |
| 2007 | 2     | 30  | 40.000          | 2 CD Álbum doble recopilatorio + 5 remezclas + 1 tema inédito |

### Especiales
- 2002: "It's good to be me"

### DVD
- 2003: "DOVER: 1993-2003"

### Video
- 2001: "DOVER Came To Me"